# نینجای آمریکایی ۲: رویارویی
نینجای آمریکایی ۲: رویاروی (به انگلیسی: American Ninja 2: The Confrontation) یک فیلم اکشن و رزمی آمریکایی محصول سال ۱۹۸۷ به کارگردانی سام فرستنبرگ که دنباله‌ای بر فیلم نینجای آمریکایی (۱۹۸۵)، و دومین قسمت از مجموعه نینجاهای آمریکایی است، و پس از آن نینجای آمریکایی ۳: شکار خونین (۱۹۸۹) ساخته شد. مایکل دادیکوف، استیو جیمز، جف وستون، گری کانوی، میشل بوتس و لری پوندکستر در این فیلم به ایفای نقش پرداخته‌اند. این فیلم کمتر از فیلم قبلی موفق بود و ۴ میلیون دلار در داخل ایالات متحده فروش کرد. در مقابل بوجه ۱۰٫۵ میلیون دلاری.

## تولید
فیلم‌برداری اصلی از فیلم در ۲۷ اکتبر ۱۹۸۶ در آفریقای جنوبی آغاز شد.